# Ельня (Руднянский район)
Ельня — деревня в Руднянском районе Смоленской области России. Входит в состав Смолиговского сельского поселения. По состоянию на 2007 год постоянного населения не имеет. 
Расположена в западной части области в 21 км к юго-востоку от Рудни, в 7 км севернее автодороги М1 «Беларусь», на берегу реки Еленка. В 8 км юго-восточнее деревни расположена железнодорожная станция Гусино на линии Москва — Минск. 

## История
В годы Великой Отечественной войны деревня была оккупирована гитлеровскими войсками в июле 1941 года, освобождена в октябре 1943 года.